# Horace Horsecollar
Horace (Horace Horsecollar en VO) est un personnage de fiction créé par Ub Iwerks en 1929 pour Walt Disney.
Le nom original de Horsecollar provient du signe caractéristique du personnage à ses débuts, régulièrement repris, d'un collier de harnais d'attelage.
Ce cheval est souvent considéré comme le fiancé de la vache Clarabelle Cow et un des meilleurs amis de Mickey Mouse. Il est garagiste. Officiellement, les encyclopédistes Disney que sont John Grant et Dave Smith indiquent que « les deux personnages font souvent la paire »,,, Grant ajoutant qu'« ils vont bien ensemble ».
Horace n'a jamais été plus qu'un personnage secondaire et n'est pas apparu dans les dessins animés pendant plusieurs décennies.

## Historique

### Débuts d'un second rôle
Il débute comme cheval de trait de Mickey dans Mickey laboureur (The Plow Boy) en 1929, puis la même année dans Le Fou de jazz (The Jazz Fool), avant de devenir un personnage secondaire régulier au même titre que Clarabelle, Clara Cluck et d'autres.
Un rôle important d'Horace est dans Mickey's Mellerdrammer (1933) où il joue dans une adaptation théâtrale du roman La Case de l'oncle Tom, d'Harriet Beecher Stowe, le personnage de Simon Legree. Mais il ne fait que bousculer l'Oncle Tom, joué par Mickey, hors de la scène provoquant des huées et la colère du public.
En bande dessinée, la première apparition d'Horace se fait dans Mickey Mouse in Death Valley, publié en comic strips à partir du 1er avril 1930. Sa première apparition en France date de la même année sous le nom de Dusabot, dans la même histoire, publiée dans Le Petit Parisien à partir 6 octobre 1930, puis reprise en 1931 dans le recueil Les Aventures de Mickey. Baptisé Chrysostome Canasson en 1932, ce n'est qu'en 1935 qu'il acquiert son nom définitif d'Horace. Présenté comme un joyeux « Monsieur-je-sais-tout », il accompagne Mickey au cours de ses aventures en bandes dessinées avant que Dingo ne prenne sa place.

### Le couple Clarabelle-Horace
Horace et Clarabelle sont apparus dans plus de dessins animés qu'on ne pense. En fait, les deux personnages étaient des stars majeures jusqu'au milieu des années 1930 avant de disparaître en 1942, la vache dépassant légèrement son amoureux en popularité. Les deux ont cependant été supplantés par Dingo, non pas parce qu'ils étaient moins intéressants mais parce que les équipes de Disney ont mis ce dernier plus en avant aussi bien dans les dessins animés que dans les bandes dessinées.
Dès le début de leurs carrières, Clarabelle et Horace ont démontré une capacité hors du commun à passer du statut d'animaux de ferme communs à celui de personnages anthropomorphiques. Alors que Horace marche encore sur ses quatre pattes lors de ses premières apparitions, il se redresse rapidement et ses pattes avant se voient garnies des gants. Mais il réapparaît parfois en simple cheval comme dans La Chasse au renard (1938). Son caractère cependant n'a jamais été aussi approfondi que les « Fab Five » (Mickey, Minnie, Donald, Dingo, Pluto). À l'instar de Dingo lors de ses premières apparitions sous le nom de « Dippy », son corps semble être fait d'un tube de caoutchouc.

### Les années 1950 à 1980
John Grant indique qu'Horace revient au cinéma en 1952 dans L'Arbre de Noël de Pluto mais pour une simple apparition comme figurant en chanteur de noël à la fin du film. Pourtant le personnage n'apparaît pas dans les versions DVD de la collection Walt Disney Treasures, mais il est présent dans le film de 1983, Le Noël de Mickey. Peut-être s'agit-il là d'une confusion. C'est semble-t-il pour cette raison que ce court métrage ne figure pas dans les filmographies du personnage.
Bien qu'il ait été la vedette en Europe de nombreuses histoires en bande dessinée aux côtés de Clarabelle, il ne dépassa jamais aux États-Unis le stade de personnage secondaire. Il apparut cependant de façon régulière dans les années 1950, 1960 et 1970 avec Clarabelle, Clara Cluck, Dingo, Minnie et Mickey, malgré une disparition pendant un bref moment, vers la fin des années 1960, lorsque Clarabelle a commencé à sortir avec Dingo. Mais cette relation est rapidement bouleversée par une nouvelle venue appelée Glory-Bee, poussant Clarabelle à retourner vers son ancien amour.

### Apparitions récentes
Il réapparait en 1983 dans Le Noël de Mickey (Mickey's Christmas Carol) puis en 1988 dans Qui veut la peau de Roger Rabbit. À nouveau il n'a qu'un rôle de figurant, dansant avec Clarabelle dans le passé de Scrooge (à 13 min 27 s). Mais c'est dans Le Prince et le Pauvre (The Prince and the Pauper, 1990) qu'il décroche son plus grand rôle en tant que tuteur pontifiant de Mickey.
Dans ces derniers films, c'est le comédien Bill Farmer qui lui prête sa voix (il est également celle de Dingo et de Pluto).
Récemment, il est apparu dans Mickey Mania (1999-2001) et Tous en boîte (2000-03).
En 2013, on le voit dans À cheval !, un court métrage diffusé au cinéma avant la reines des neiges.
Il a fait également une brève apparition dans les jeux vidéo Kingdom Hearts 2 (le monde de la Rivière Intemporelle), Mickey's Ultimate Challenge et Land of Illusion. Il apparaît également dans Kingdom Hearts: Birth by Sleep, avec cette fois-ci un rôle plus important.
Horace fait partie du jeu Epic Mickey parmi les personnages oubliés.

## Œuvres avec Horace Horsecollar

### Filmographie
- 1929 : Mickey laboureur
- 1929 : Le Fou de jazz
- 1930 : Concert rustique
- 1930 : Qui s'y frotte s'y pique
- 1930 : Combattants du feu
- 1930 : La Fête joyeuse
- 1930 : Pioneer Days
- 1931 : Le Goûter d'anniversaire (The Birthday Party)
- 1931 : Rythme en bleu
- 1931 : Diffusion Maison
- 1931 : The Beach Party
- 1932 : Mickey au théâtre
- 1932 : Olympiques rustiques
- 1932 : Le Cauchemar de Mickey
- 1932 : Mickey marque un essai
- 1932 : The Whoopee Party
- 1933 : Mickey's Mellerdrammer
- 1933 : Mickey's Gala Premier
- 1934 : Camping Out
- 1934 : Le Gala des orphelins
- 1935 : La Fanfare
- 1935 : Mickey patine
- 1936 : Mickey's Grand Opera
- 1936 : Le Retour de Toby la tortue
- 1937 : Amateurs de Mickey
- 1938 : Constructeurs de bateau
- 1938 : La Chasse au renard
- 1941 : Mickey bienfaiteur (remake du Gala des Orphelins)
- 1942 : All Together
- 1942 : L'Anniversaire de Mickey
- 1942 : L'Heure symphonique
- 1983 : Le Noël de Mickey
- 1988 : Qui veut la peau de Roger Rabbit
- 1990 : Le Prince et le Pauvre
- 1999 : Mickey Mania
- 2001 : Tous en boîte
- 2013 : À cheval !
- 2013 : Mickey Mouse
- 2017 : Mickey et ses amis : Top Départ !
- 2021 : Le Monde Merveilleux de Mickey

### Jeux vidéo
2010 : Epic Mickey

### Bandes dessinées
Depuis 1930, Horace est apparue dans quelques milliers d'histoires. Le site INDUCKS recense en 2011 selon les pays et les producteurs:
- États-Unis :
  - Strips quotidiens : 106 histoires
  - Planches hebdomadaires : 147 histoires
  - Comic-books américains:
    - Dell Comics / Western Publishing : 68 histoires
    - Disney Comics : 13 histoires

  - Disney Studio: 161 histoires
- Italie : Mondadori / Disney Italia : 487 histoires
- Allemagne : Ehapa : 8 histoires
- Danemark : Gutenberghus / Egmont : 371 histoires
- France : Édi-Monde / Disney Hachette Presse : 105 histoires
- Brésil : Abril : 25 histoires
- Royaume-Uni: 51 histoires
- Pays-Bas Oberon / GP / VNU : 269 histoires
- Productions diverses (par exemple  Argentine,  Belgique) : 5 histoires

## Analyse du personnage
John Grant déclare que le personnage d'Horace n'est jamais devenu une grande vedette Disney avant tout pour son manque de personnalité.

## Source
- (en) Cet article est partiellement ou en totalité issu de l’article de Wikipédia en anglais intitulé « Horace Horsecollar » (voir la liste des auteurs).